# Origanates rostratus
Origanates rostratus är en spindelart som först beskrevs av James Henry Emerton 1882.  Origanates rostratus ingår i släktet Origanates och familjen täckvävarspindlar. Inga underarter finns listade i Catalogue of Life.